# Hanta Ramakavelo
Pour les articles homonymes, voir Ramakavelo.
 (mai 2024).
La mise en forme du texte ne suit pas les recommandations de Wikipédia : il faut le « wikifier ».
Les points d'amélioration suivants sont les cas les plus fréquents. Le détail des points à revoir est peut-être précisé sur la page de discussion.
- Les titres sont pré-formatés par le logiciel. Ils ne sont ni en capitales, ni en gras.
- Le texte ne doit pas être écrit en capitales (les noms de famille non plus), ni en gras, ni en italique, ni en « petit »…
- Le gras n'est utilisé que pour surligner le titre de l'article dans l'introduction, une seule fois.
- L'italique est rarement utilisé : mots en langue étrangère, titres d'œuvres, noms de bateaux, etc.
- Les citations ne sont pas en italique mais en corps de texte normal. Elles sont entourées par des guillemets français : « et ».
- Les listes à puces sont à éviter, des paragraphes rédigés étant largement préférés. Les tableaux sont à réserver à la présentation de données structurées (résultats, etc.).
- Les appels de note de bas de page (petits chiffres en exposant, introduits par l'outil «  Source ») sont à placer entre la fin de phrase et le point final[comme ça].
- Les liens internes (vers d'autres articles de Wikipédia) sont à choisir avec parcimonie. Créez des liens vers des articles approfondissant le sujet. Les termes génériques sans rapport avec le sujet sont à éviter, ainsi que les répétitions de liens vers un même terme.
- Les liens externes sont à placer uniquement dans une section « Liens externes », à la fin de l'article. Ces liens sont à choisir avec parcimonie suivant les règles définies. Si un lien sert de source à l'article, son insertion dans le texte est à faire par les notes de bas de page.
- La présentation des références doit suivre les conventions bibliographiques. Il est recommandé d'utiliser les modèles {{Ouvrage}}, {{Chapitre}}, {{Article}}, {{Lien web}} et/ou {{Bibliographie}}. Le mode d'édition visuel peut mettre en forme automatiquement les références.
- Insérer une infobox (cadre d'informations à droite) n'est pas obligatoire pour parachever la mise en page.

Pour une aide détaillée, merci de consulter Aide:Wikification.
Si vous pensez que ces points ont été résolus, vous pouvez retirer ce bandeau et améliorer la mise en forme d'un autre article.
 (mai 2024).
Hanta Ramakavelo, née en 1968, est une entrepreneure, auteure, poète, formatrice et coach en leadership et en management, ainsi qu'une militante de la conservation de la nature à Madagascar.

## Biographie
Née en 1968, elle a passé vingt ans en France pour poursuivre des études en marketing, avant de retourner dans son pays d'origine, à la suite d'un évènement personnel, pour mettre en pratique ses compétences et son engagement.
Mariée avec Alex Châteaux, Hanta Ramakavelo est la fille de Marie Geneviève Ranoronirina et du général Ramakavelo, une figure respectée de Madagascar. Elle est mère de Maeva Châteaux.

## Activités
Forte de son héritage familial et de son parcours académique, elle a fondé « Référence Consulting » en 2005, une entreprise qui a débuté modestement avec un seul ordinateur, pour créer I-madagascar, mais qui est maintenant un acteur majeur dans le domaine du conseil et de l'accompagnement des entreprises à Madagascar. Elle tient elle-même des conférences à ce sujet. La société a surmonté des difficultés financières et matérielles pour devenir un symbole de réussite, notamment grâce à la vision et au leadership de Hanta Ramakavelo.

## Autres
Parallèlement à ses activités entrepreneuriales, Hanta Ramakavelo s'est engagée dans la préservation de l'environnement et la protection de la biodiversité à Madagascar. Son implication dans ce domaine a été reconnue par sa nomination en tant que présidente du Conseil consultatif du Fonds mondial pour la nature (WWF) à Madagascar, une responsabilité qu'elle assume avec dévouement et passion.

## Œuvres
En tant qu'auteure, Hanta Ramakavelo a sortie un CD audio et un livre de formation intitulé Azonao Atao ou Tout est possible. Le CD comprend une chanson éponyme ainsi que des conseils pratiques pour réussir un projet, présentés en malgache. Le livre de formation, quant à lui, détaille ces conseils sur 24 pages, offrant aux lecteurs un guide clair et pratique pour atteindre leurs objectifs.

## La maison d'Aina
Outre ses activités professionnelles et ses engagements sociaux, Hanta Ramakavelo est également impliquée dans des œuvres caritatives. Elle a créé, en 2002, la Maison d'Aina à Ambatolampy,, une organisation qui accompagne les familles et les enfants déshérités, démontrant ainsi son engagement envers le bien-être de sa communauté.